# ブリュッセル条約 (1948年)
ブリュッセル条約（ブリュッセルじょうやく）は、1948年3月17日に調印された条約。正式名称は「経済的、社会的及び文化的協力並びに集団的自衛のための条約 (Treaty of Economic, Social and Cultural Collaboration and Collective Self-Defence)」。
イギリスとフランスとの間で前年に結ばれた相互防衛を目的とするダンケルク条約を拡張させたものである。英仏両国のほかにベルギー、ルクセンブルク、オランダが参加した。本条約の主な目的はドイツの再軍備に対する防衛である。

## 西側諸国の連携
ブリュッセル条約では戦後ヨーロッパの安全保障協力に向けた取り組みが謳われ、その内容は北大西洋条約 (NATO) の前身とも言え、またヨーロッパの相互防衛を定めたという点では似たようなものとなっている。ところがNATOと大きく異なっているのは、ヨーロッパの相互防衛の規定として仮想敵国としているのがドイツとしていることである。これは翌年に発足するNATOの枠組みが、ヨーロッパが東西2つに対立するブロックとして分断されることが避けられないという認識のうえに成り立っており、つまりソビエト連邦が将来復興を成し遂げるであろうドイツよりも脅威に感じられ、また西ヨーロッパの相互防衛が北アメリカを含む大西洋地域に及ぶという考えによるものである。
1948年9月、ブリュッセル条約参加国は軍事機構の創設を決定する。最高司令官会議議長にはイギリスのバーナード・モントゴメリーを任命し、本部をフランスのフォンテーヌブローに置いた。陸軍最高司令官にはフランスのジャン・ド・ラトル・ド・タシニ、空軍最高司令官にはイギリスのジェームズ・ロブ、海軍最高司令官にはフランスのロベール・ジョジャールが指名された。
条約の規定では文化的・社会的条項で特徴があり、「諮問評議会」の設置がうたわれている。この概念の根本にあるのは、西側諸国の協力によって共産主義の拡大を止めようとするものである。ブリュッセル条約は1954年10月23日のパリ会議で調印された議定書により修正されており、新たに西ドイツとイタリアが同盟に加わることになった。これを機に西欧同盟が発足することになった。

### 調印
ブリュッセル条約は以下の特命全権大使によって調印された。
- シャルル・ド・ベルジック（ ベルギー摂政）
- ヴァンサン・オリオール（ フランス大統領）
- シャルロット（ ルクセンブルク大公）
- ウィルヘルミナ（ オランダ女王）
- ジョージ6世（ イギリス国王）
- ポール＝アンリ・スパーク（ ベルギー首相）
- ジョルジュ・ビドー（ フランス外相）
- ジョセフ・ベック（ ルクセンブルク外相）
- ガストン・エイスケン（ ベルギー財務相）
- ピム・ファン・ブーツェラー・ファン・オースターハウト（ オランダ外相）
- アーネスト・ベヴィン（ イギリス外相）
- ジャン・ド・オートクロク（ フランス駐ブリュッセル特命全権大使）
- ロベルト・アルス（ ルクセンブルク駐ブリュッセル特命全権公使）
- ビネルト・フィリップ （ オランダ駐ブリュッセル特命全権大使）
- ジョジ・ウィリアム・レンデル（ イギリス駐ブリュッセル特命全権大使）

## NATO
ヨーロッパが2つの陣営に分断されることが避けられなくなるにいたり、ソビエトと東側諸国の脅威はドイツの復興による脅威よりも大きなものとなった。
そこで西ヨーロッパ諸国では同盟において強大な軍事力となるアメリカ合衆国を巻き込んだ新たな相互防衛策を模索するようになる。アメリカもまたソビエトの脅威の増大を感じており、西ヨーロッパの誘いに応じた。
この構想は急速に進められ、1949年3月末までに秘密会合が開始されており、アメリカ、カナダ、イギリスの間で協議が行われた。その後ワシントンD.C.において北大西洋条約が締結され、NATOが発足した。